# Plaza de toros de La Algaba
La plaza de toros de La Algaba es un coso taurino ubicado en la localidad española de La Algaba, en la provincia de Sevilla (Andalucía, España). Es una plaza de toros de tercera categoría, propiedad del Ayuntamiento de La Algaba, con un aforo de 2000 espectadores, y está ubicada en la calle Andalucía, muy cerca de la Torre de los Guzmanes. Fue inaugurada en 1991 y reinaugurada en 1996.

## Descripción
Es un coso taurino de 3.ª categoría. La plaza se encuentra dividida en dos: una parte fue construida en cemento y la otra parte se arma en cada ocasión con un entramado de tubos en donde se colocan gradas. Esta segunda zona se conoce como "los carros".

## Historia
Fue construida para re modernizar a la antiguamente construida en el siglo XVIII en la Plaza principal, en esa época fue realmente conocida no solo por su singularidad y originalidad, ya que en ella pasaron grandes toreros como: los Algabeños padre y hijo, El Pajarero, Manolo Tirado, La Algabeña (que fue una de las pioneras en la incorporación de la mujer al mundo de los toros en los difíciles años 70), entre muchos. 
Fue inaugurada en 1991, volviéndose a inaugurar en 1996 con un espectáculo en el que actuó Curro Romero (el mismo se retiraría en esa plaza en la temporada 2000)
Actualmente la plaza esta en servicio del Ayuntamiento, donde se presentan romerías y coplas.